# Ненюк Марія Василівна
Марія Василівна Ненюк (1 квітня 1924, село Старе Шарне, тепер знятий із обліку населений пункт Народицького району Житомирської області — ?) — українська радянська діячка, новатор сільськогосподарського виробництва, доярка колгоспу «Зоря комунізму» Народицького району Житомирської області. Член Ревізійної Комісії КПУ в 1961—1966 р.

## Біографія
Працювала в сільському господарстві. Доярка дослідно-показового колгоспу «Зоря комунізму» Народицького району Житомирської області
Член ВКП(б) з 1949 року.
Передовик соціалістичного змагання: на жовтень 1960 року виконала свої зобов'язання і надоїла від кожної корови по 7000 літрів молока. «За рік досягнула надоїв від кожної корови по 7 665 кілограмів молока», — про що звітував на пленумі ЦК КПРС Микита Хрущов.
Делегат XXI з'їзду Комуністичної партії України. На XXII з'їзді Комуністичної партії України обиралася до складу членів Ревізійної комісії КПУ. Делегат XXII з'їзду Комуністичної партії Радянського Союзу.
Потім — на пенсії у селищі Народичі.

## Нагороди
- орден Леніна
- ордени
- медалі